# Montesommaïta
La montesommaïta és un mineral de la classe dels silicats, que pertany al grup de les zeolites. Rep el nom de la seva localitat tipus: el mont Somma, "l'alta carena que constitueix les restes del con volcànic que va precedir el Vesuvi".

## Característiques
La montesommaïta és un silicat de fórmula química (K,Na)9Al9Si23O64·10H₂O. Cristal·litza en el sistema ortoròmbic.
Segons la classificació de Nickel-Strunz, la montesommaïta pertany a «09.GB - Tectosilicats amb H₂O zeolítica, amb cadenes de connexions senzilles de 4-enllaços» juntament amb els següents minerals: amonioleucita, analcima, hsianghualita, litosita, leucita, pol·lucita, wairakita, kirchhoffita, laumontita, yugawaralita, roggianita, goosecreekita i partheïta.

## Formació i jaciments
Va ser descoberta a les pedreres de Pollena, situades a l'àrea de Pollena - Trocchia, dins el complex volcànic Somma-Vesuvi a la ciutat metropolitana de Nàpols (Campània, Itàlia). També ha estat descrita a les properes pedreres Trapolino (a la localitat de Sant'Anastasia) i San Vito (a la localitat d'Ercolano). Aquests tres indrets són els únics de tot el planeta on ha estat descrita aquesta espècie mineral.